# Света Богородица (Пчиня)
„Света Богородица“ (на македонска литературна норма: „Света Богородица“) е възрожденска манастирска православна църква в село Пчиня, северната част на Република Македония. Част е от Кумановско-Осоговската епархия на Македонската православна църква – Охридска архиепископия. Църквата е изградена в 1868 - 1869 година. Престолните икони са дело на Коста Кръстев.